# Саер Бауаб
Саер Бауаб (араб. ثائر البواب, нар. 1 березня 1985, Амман) — йорданський футболіст, нападник клубу «Стяуа».
Виступав, зокрема, за клуби «Реал Мадрид C» та «Університатя» (Крайова), а також національну збірну Йорданії.

## Клубна кар'єра
Народився 1 березня 1985 року в місті Амман. Вихованець футбольної школи клубу «Реал Мадрид».
У дорослому футболі дебютував 2004 року виступами за команду клубу «Реал Мадрид C», в якій провів два сезони, взявши участь у 31 матчі чемпіонату. 
Згодом з 2006 по 2007 рік грав у складі команд клубів «Реал Мадрид Кастілья» та «Барселона Б».
Протягом 2007—2008 років захищав кольори команди клубу «Оспіталет».
У 2008 році уклав контракт з клубом «Альфаро», у складі якого провів наступний рік своєї кар'єри гравця. 
З 2009 року один сезон захищав кольори команди клубу «Мораталла».  Більшість часу був основним гравцем атакувальної ланки команди.
Протягом 2010—2011 років захищав кольори команди клубу «Глорія» (Бистриця).
З 2011 року три сезони захищав кольори команди клубу «Газ Метан». Граючи у складі «Газ Метана» також здебільшого виходив на поле в основному складі команди.
З 2014 року два сезони захищав кольори команди клубу «Університатя» (Крайова). У складі крайовської «Університаті» був одним з головних бомбардирів команди, маючи середню результативність на рівні 0,35 голу за гру першості.
До складу клубу «Стяуа» приєднався 2016 року. Відтоді встиг відіграти за бухарестську команду 5 матчів в національному чемпіонаті.

## Виступи за збірну
У 2005 році дебютував в офіційних матчах у складі національної збірної Йорданії. Наразі провів у формі головної команди країни 23 матчі, забивши 5 голів.

## Титули і досягнення
- Володар Кубка румунської ліги (1):

«Динамо» (Бухарест): 2016-17